# Коса (Одесская область)
Коса (укр. Коса) — село, относится к Болградскому району Одесской области Украины.
Население по переписи 2001 года составляло 242 человека. Почтовый индекс — 68742. Телефонный код — 4846. Занимает площадь 0,51 км². Код КОАТУУ — 5121484702.

## Население и национальный состав
По данным переписи населения Украины 2001 года распределение населения по родному языку было следующим (в % от общей численности населения):
По Криничненскому сельскому совету: украинский — 1,63 %; русский — 8,00 %; белорусский — 0,07 %; болгарский — 88,41 %; армянский — 0,04 %; гагаузский — 0,33 %; крымскотатарский — 0,02 %; молдавский — 0,78 %; немецкий — 0,04 %; цыганский — 0,39 %.
По селу Криничное: украинский — 1,59 %; русский — 3,29 %; белорусский — 0,02 %; болгарский — 93,28 %; армянский — 0,05 %; гагаузский — 0,30 %; крымскотатарский — 0,02 %; молдавский — 0,69 %; немецкий − 0,05 %; немецкий — 0,41 %.
По селу Коса: украинский — 2,48 %; русский — 92,56 %; белорусский — 0,83 %; болгарский — 0,83; гагаузский — 0,83 %; молдавский — 2,48 %.

## Местный совет
68742, Одесская обл., Болградский р-н, с. Криничное, ул. Ленина, 144